# 羅茲兄弟

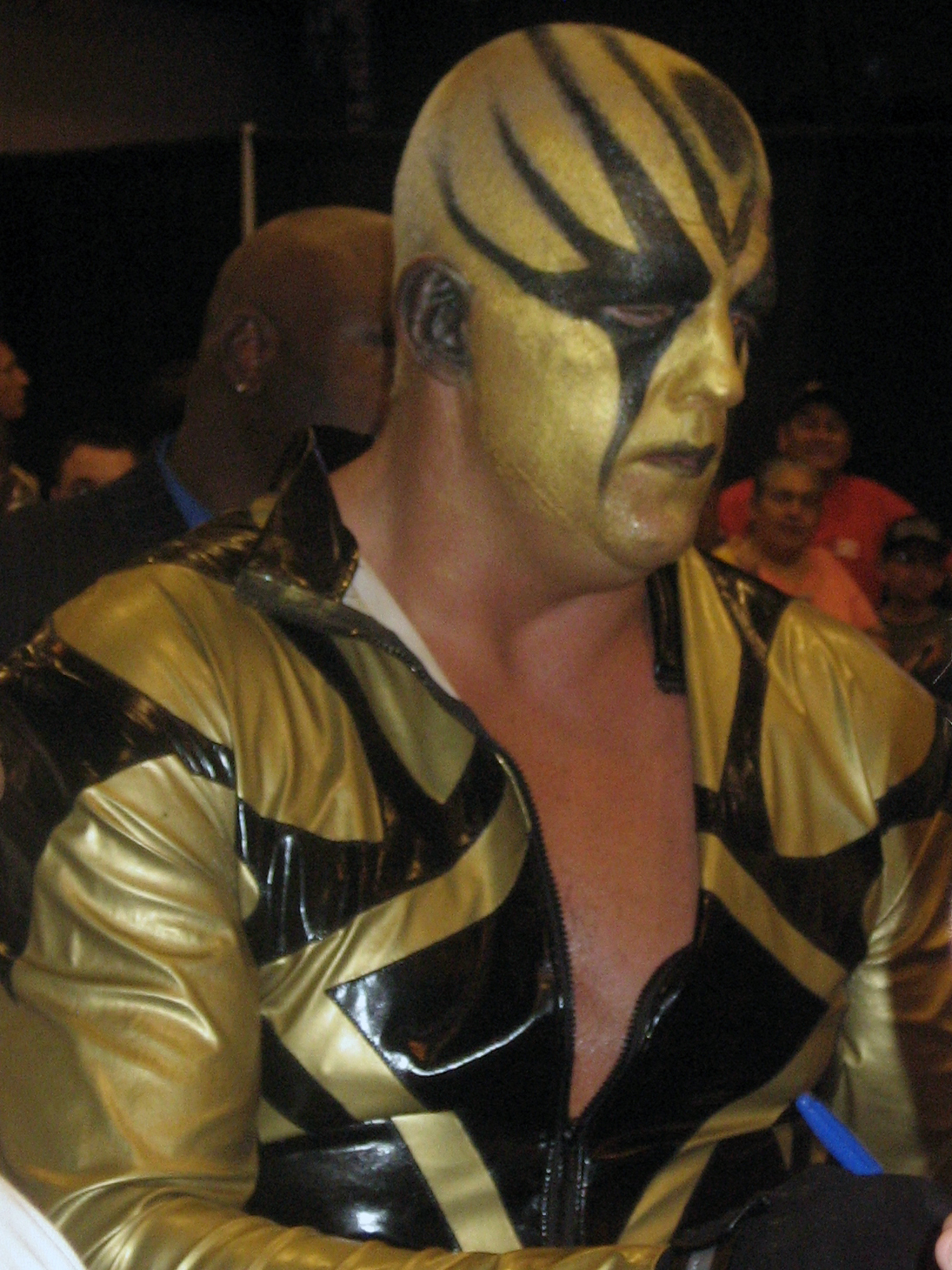
達斯汀·羅茲

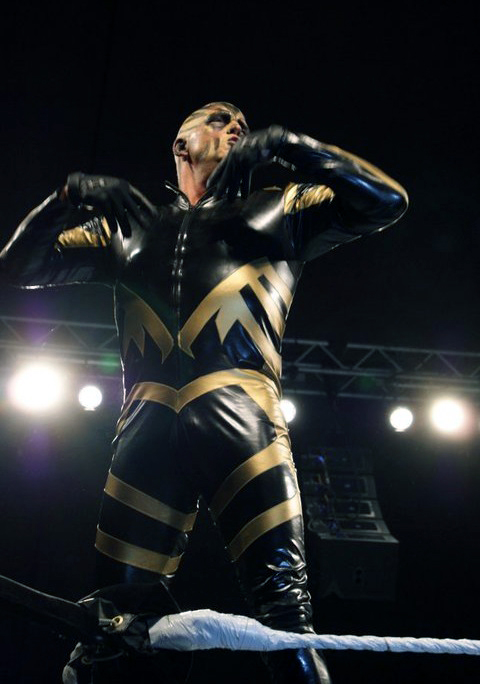
達斯汀·羅茲

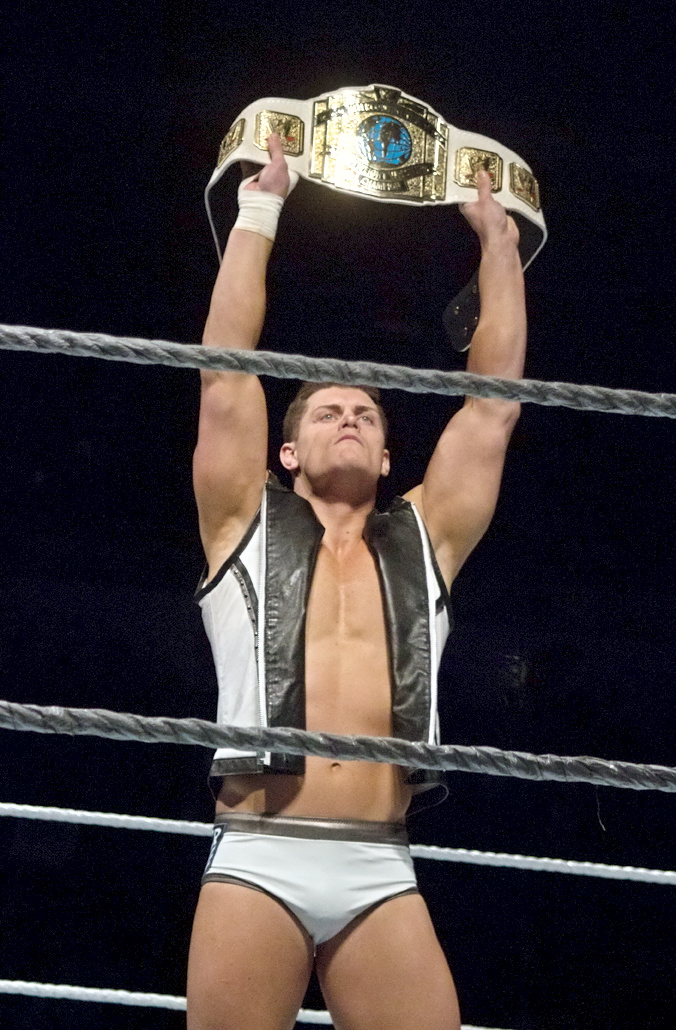
寇帝·羅茲

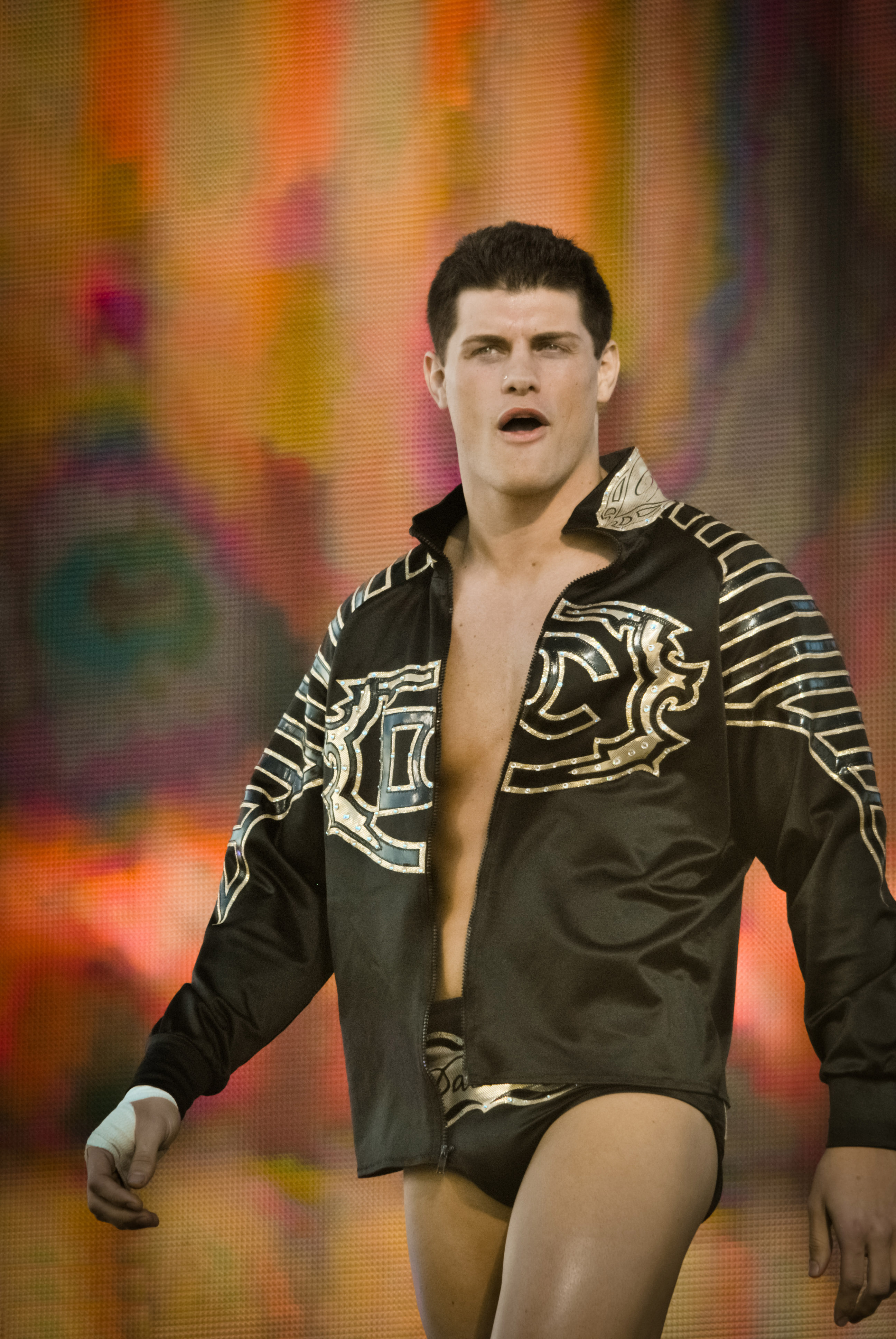
寇帝·羅茲

Goldust and Stardust，是一個職業摔角團隊，效力於世界娛樂摔角旗下，主要於WWE Raw和WWE SmackDown節目中活躍。Goldust and Stardust成立於2013年10月6日。
在Goldust and Stardust的摔角事業中，Goldust and Stardust曾是兩次的WWE雙打冠軍。

## 經紀人
- 德斯提·羅茲